# Мантолокинг (Њу Џерзи)
Мантолокинг (енгл. Mantoloking) град је у америчкој савезној држави Њу Џерзи.

## Демографија
По попису из 2010. године број становника је 296, што је 127 (-30,0%) становника мање него 2000. године.
| Група             | 2000.       | 2010.       |
| Белци             | 411 (97,2%) | 279 (94,3%) |
| Афроамериканци    | 7 (1,7%)    | 5 (1,7%)    |
| Азијати           | 2 (0,5%)    | 1 (0,3%)    |
| Хиспаноамериканци | 3 (0,7%)    | 7 (2,4%)    |
| Укупно            | 423         | 296         |